# محطة توليد الطاقة في مليلية
محطة توليد الطاقة في مليلية هي منشأة لتوليد الكهرباء تعمل بالوقود والديزل، وتضم ست مجموعات توليد. تقع المحطة في حي إنسانشي مودرنيستا بمدينة مليلية الإسبانية . 

## تاريخ
تم بناؤه بين يوليو 1920 و 1925 وفقًا لمشروع مهندس التعدين ألفونسو جوميز جوردانا إي سوزا ، من قبل شركة إسبانية لميناس ديل ريف (CEMR) لتزويد رصيف تحميل المعادن في مليلية بالكهرباء، على الرغم من أنه كان يعمل خلال النهار وكان يبيع الكهرباء لشركة Gaselec .   تم إغلاقه في يوليو 1963 وتم شراؤه من قبل شركة Endesa ، التي كان لديها مجموعة متنقلة على إسبلاناد سان لورينزو ( رجال إطفاء الكهرباء ) منذ عام 1944 لزيادة الطاقة الكهربائية في المدينة والتي مُنحت إنتاج الكهرباء في عام 1962 من قبل المديرية العامة للصناعة ، في عام 1970.  
في عام 1980 قامت شركة Endesa بتركيب محركين ديزل، 5 750 كيلوواط لكل منهما. افتُتح في 6 ديسمبر 1980، على يد رئيس الوزراء أدولفو سواريز . في عام 1986، تم شراء محركي سولزر، كل منهما بسعة 3000 كيلوواط. كيلوواط لكل منهما. في عام ١٩٩١، تم توسيع المحطة بإضافة توربين غازي بقدرة ١٤ كيلوواط. 500 كيلوواط، وهو أعلى محرك طاقة في المصنع حاليًا. في عام ١٩٩٥، تم شراء محرك بازان جديد بقوة ٩ كيلوواط. 300 كيلوواط، والتي بدأت العمل في عام 1997.  في مارس 2000، تم استئجار ثماني مجموعات مولدات أجريكو ، كل منها بسعة 1 000 كيلوواط لكل منهما، والتي أصبحت ملكًا للشركة في عام 2003.
تم في ديسمبر 2002 شراء محرك MAN المجهز بأحدث التقنيات بقوة 12 حصان. 600 كيلوواط، تُكمل المعدات الحالية للمحطة. في نهاية عام ٢٠٠٥، فُككت مجموعتا مولدات سولزر واستُبدلتا بمحركات مان عالية القدرة، بينما أُضيفت أربع مجموعات مولدات أخرى. 
منذ عام 2002، كان لدى مصنع مليلية نظام إدارة بيئية وفقًا للمعيار ISO 14001 المعتمد من قبل AENOR . 
تستخدم المحطة زيت الوقود، والديزل كوقود مساعد لتشغيل وإيقاف مولدات الديزل، والوقود الوحيد لتوربينات الغاز ومجموعات المولدات. تستمد المحطة المياه اللازمة لعملياتها المختلفة بشكل رئيسي من البحر وشبكة إمدادات المياه في مليلية، ولديها نظام لمعالجة مياه الصرف الصحي.  
في عام ٢٠٢٠، أصبحت المحطة محور مشروع اقتصاد دائري جديد قائم على إعادة استخدام بطاريات السيارات الكهربائية كنظام لتخزين الطاقة. وقد فاز "نظام تخزين طاقة البطاريات طويلة العمر" بجائزة باسف لأفضل ممارسة للاقتصاد الدائري في إسبانيا.  يتيح هذا المشروع المبتكر تخزين الطاقة في محطة الطاقة الحرارية بالمدينة، مما يضمن توفير الكهرباء للمدينة بأكملها في حال انقطاع التيار الكهربائي. 